# نينا ساندبرغ
نينا ساندبرغ (بالنرويجية: Nina Sandberg)‏ (و. 1967  م) هي سياسية، وباحثة نرويجية، هي عضوةٌ حزب العمل النرويجي.

## مناصب
تولت منصب عضو برلمان النرويج ‏ (1 أكتوبر 2017–2021)
- عمدة نيسودن (2011–2017).